# Anomis sublineata
Anomis sublineata là một loài bướm đêm trong họ Erebidae.